# La Usc di Ladins
La Usc di Ladins (lett. "La voce dei Ladini") è una rivista settimanale in lingua ladina pubblicata ad Ortisei, in provincia di Bolzano.

## Storia

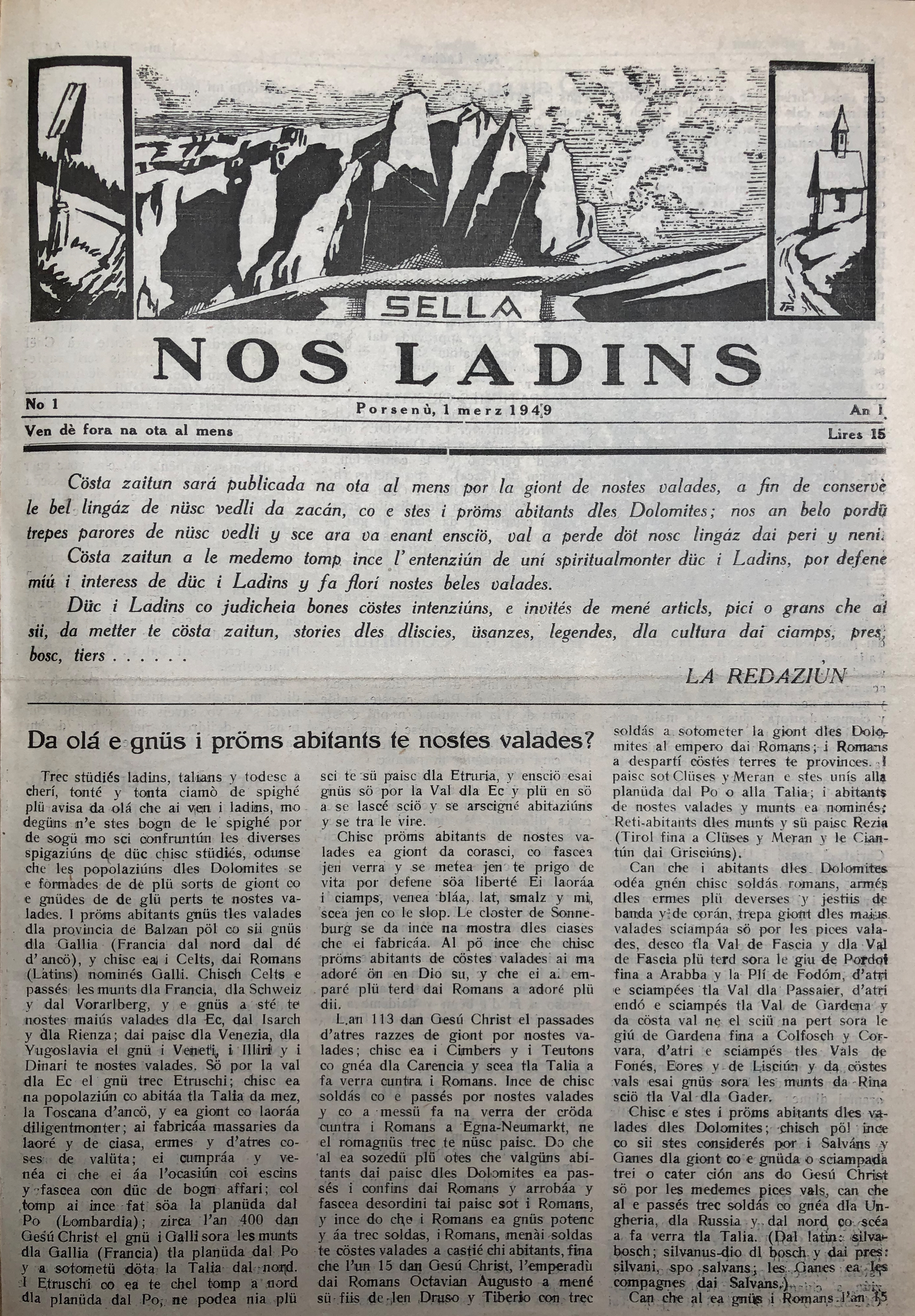
Prima pagina del primo numero del giornale Nos Ladins

La rivista è l'organo ufficiale della Union Generela di Ladins dla Dolomites e con essa condivide la sede (la Cësa di Ladins di Ortisei). Il primo numero uscì nel 1949 con la denominazione Nos Ladins, poi mutata in La Usc di Ladins nel 1972.
Viene distribuita in tutte le valli della cosiddetta Ladinia, contiene articoli nei vari idiomi locali della lingua ladina ed è pubblicata sia in formato cartaceo che in versione digitale online.
Si occupa principalmente di attualità, sport ed eventi locali.